# Elecciones legislativas de Kazajistán de 2016
Las elecciones legislativas de Kazajistán de 2016 se celebraron el 20 de marzo de ese año. La fecha fue anunciada por el presidente Nursultan Nazarbayev el 20 de enero de 2016, tras disolver el Mazhilis una semana antes esgrimiendo el advenimiento de una crisis económica causada por la baja del precio de los combustibles. Normalmente, las elecciones son convocadas en la segunda mitad del año.

## Sistema electoral
Los 98 escaños del Mazhilis son elegidos de forma directa a través de una elección nacional multipartidista regida por un sistema de representación proporcional con un 7% de umbral electoral. Los escaños fueron repartidos utilizando el método del resto mayor. Nueve escaños fueron elegidos por la Asamblea del Pueblo, un órgano seleccionado por el poder ejecutivo.

## Resultados

### Nacional
| Partido                                    | Votos     | %     | Escaños | Variación |
| ------------------------------------------ | --------- | ----- | ------- | --------- |
| Nur Otan                                   | 6.183.757 | 82,20 | 84      | +1        |
| Partido Democrático Ak Zhol                | 540.406   | 7,18  | 7       | –1        |
| Partido Comunista del Pueblo de Kazajistán | 537.123   | 7,14  | 7       | 0         |
| Partido Socialdemócrata Kasajo Ayul        | 151.285   | 2,01  | 0       | 0         |
| Partido Socialdemócrata Nacional           | 88.813    | 1,18  | 0       | 0         |
| Birlik                                     | 21.484    | 0,29  | 0       | Nuevo     |
| Nulos/En blanco                            | 43.282    |       |         |           |
| Total                                      | 7.566.150 | 100   | 98      | 0         |
| Votantes habilitados / participación       | 9.810.852 | 77,12 |         |           |
| Fuentes: CEC, CEC                          |           |       |         |           |

Los nueve candidatos nominados por el presidente fueron: Sauytbek Abdrahmov, Vladimir Bozhko, Natalya Zhumadildayeva, Kim Romana, Narine Mikaelyan, Ahmet Muradov, Shaimardan Nurumov, Yury Tymochenko y Shakir Khakhazov.